# Beechcraft Model 34 Twin Quad
Dimensions
Le Beech Model 34 Twin Quad était un avion de transport court courrier développé par la firme Beechcraft à la fin de la Seconde Guerre mondiale. Cet appareil comportait de nombreuses innovations qui entravèrent son développement dans un marché saturé par les appareils des surplus de guerre. Il ne fut donc pas produit en série.

## Origine
À la fin de la Seconde Guerre mondiale l’industrie aéronautique dans son ensemble attendait un développement considérable du transport aérien. Beech Aircraft Corp, qui s’intéressait aux lignes à faible densité desservant des aéroports à l’aménagement souvent sommaire, entreprit la conception d’un bimoteur spécialement adapté à ce marché. 

## Description
Développé par les ingénieurs Alex Odevseff, W.A Day, J.W Massey et W.O Stephens, le Model 34 était un monoplan métallique à aile haute, trapézoïdale en plan, à profil épais. La voilure recevait quatre moteurs huit cylindres à plat Lycoming GSO-580 (en) développant 375 ch à 3 300 tr/min, mais ces moteurs étaient couplés par deux, entraînant de chaque côté du fuselage une seule hélice Hamilton Standard à pas variable. Assez profond, le fuselage comportait un fond plat et renforcé conçu pour limiter les dommages en cas d’atterrissage accidentel sur le ventre et se terminait à l’arrière par un empennage papillon, rare sur un avion de ce tonnage. Il était aménagé pour pouvoir transporter 20 passagers, leurs bagages, et environ 450 kg de fret ou de poste grâce à deux soutes, situées à l’avant et à l’arrière du fuselage. La cloison avant de cabine était mobile, permettant d’augmenter le volume de la soute avant et supprimant six sièges-passagers. Les jambes du train d’atterrissage principal étaient relativement longues, se relevant électriquement dans l’intrados de voilure. La roue avant était également escamotable, mais aussi orientable.

## Une courte carrière
Portant l’immatriculation NX90521, le prototype effectua son premier vol le 1er octobre 1947 à Wichita, piloté par Vern L. Carstens. Le 17 janvier 1949 il dut malheureusement effectuer un atterrissage forcé peu après le décollage du Beech Factory Airport de Wichita où il a été construit. Le prototype, qui totalisait plus de 200 heures de vol, fut détruit, le copilote tué, le pilote et deux ingénieurs de vol blessés. Deux autres cellules étaient alors en construction, dont une destinée aux essais statiques. L’appareil ne semblant pas intéresser les compagnies aériennes et le prototype n’étant pas parvenu à atteindre les 480 km/h, vitesse maximale calculée, durant ses essais, Beechcraft décida d’abandonner le projet.

## Sources
1. 1 2  A.J. Pelletier 1995, p. 95
2. 1 2  Edward H Phillips 1992
3. 1 2  Neal
4. ↑  A.J. Pelletier 1995, p. 96